# Blackgaze
Blackgaze o Post-black metal es una fusión musical que combina elementos del black metal atmosférico, el black metal melódico, el shoegaze, el post-metal y otros subgéneros. El origen de los términos es una mezcla de nombres de los géneros, descritos por The Guardian como "términos para referirse a una escuela nueva de bandas que toman al Black metal fuera de las sombras y mezclan sus Blast beats, sus voces rasgadas de calabozo y guitarras afiladas con las melodías más reflexivas del Post-rock, el post hardcore y el Shoegaze" Según Exclaim!, el género: "junta la pesada instrumentación del Black metal con los pasajes más dulces y suaves del Shoegaze." Influido por bandas de Black metal atmosférico como Ulver y Summoning, el género fue iniciado por la banda de Black metal paraguaya Sabaoth en el año 1999 con su segundo album Windjourney donde fusionan el black metal con el shoegaze. Posteriormente se extiende cuando el músico francés Neige alrededor del 2005 a través de los proyectos Alcest y Amesoeurs lo lleva a niveles de mayor fusión. A partir de 2013 se ha expandido con prominencia, a partir del éxito de Sunbather, segundo álbum de la banda estadounidense Deafheaven. The Guardian nombró a Deafheaven como "los chicos de poster de facto del Blackgaze, los que más podrían exponer el Black metal a una audiencia incluso mayor", y Exclaim! describió su segundo álbum Sunbather – el disco más aclamado del 2013 en Metacritic – como trascendental para el estilo.

## Desarrollo

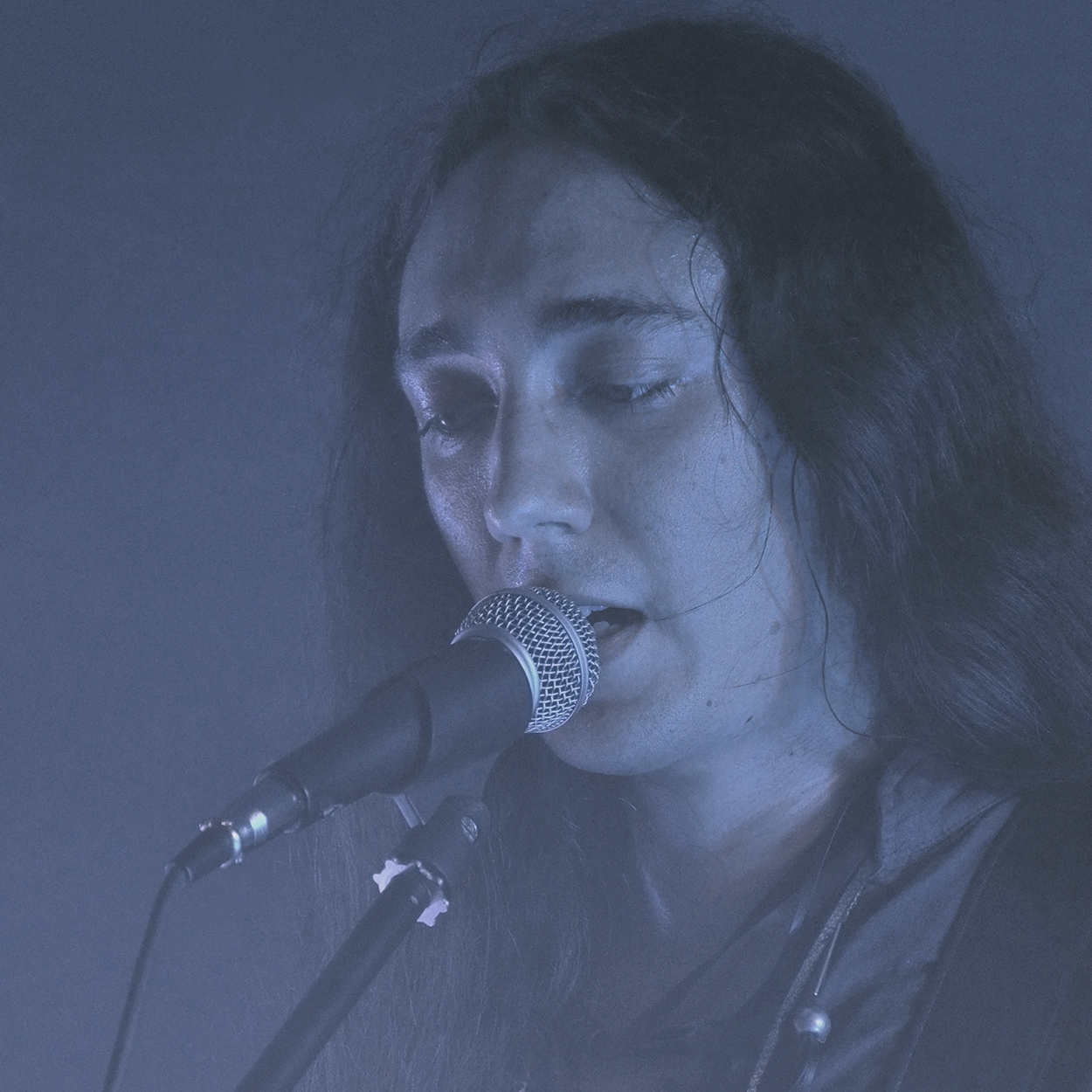
Neige tocando con Alcest en 2011

Michael Nelson de Stereogum traza los orígenes del estilo en los primeros trabajos del músico francés Neige, quien inició la fusión a través de proyectos que incluyen a Alcest, Amesoeurs y Lantlôs. Según Nelson, el EP de Alcest titulado Le Secret ''fue el nacimiento del Blackgaze'' y comentó que sonaba como "una colaboración entre Cocteau Twins y Burzum, y que la mitad del tiempo las voces se emitían como un arrullo angelical, mientras que la otra mitad éstas eran un grito crudo y distante". Natalie Zina Walschots de Exclaim! también da crédito a Neige como pionero del género, mientras que a su vez menciona que la banda estadounidense Deafheaven ha empujado el género a una "prominencia más grande". George Clarke, vocalista de Deafheaven, cita el trabajo de Burzum como "el modelo" en la dirección musical de la banda.

## Recepción
Algunos de los seguidores más tradicionales del Black metal han criticado del género entre otras razones por su éxito entre fanes ajenos a la comunidad de metal, sobre todo después del lanzamiento en 2013 del segundo álbum de Deafheaven titulado Sunbather. Aun así, esta reacción fue vastamente opacada por la aclamación universal del disco, el cual se convirtió en uno de los trabajos que definió el Post-Black Metal. Deafheaven también ha obtenido atención y atracción extendida debido a su participación en festivales de música mainstream, donde a menudo es la única banda de metal participante.

## Artistas del género
- Alcest[13]
- Altar of Plagues
- Amesoeurs[14]
- Apocynthion
- Archivist
- Bosse-de-Nage
- Cairiss
- Celephaïs
- Deafheaven
- Dreariness
- Dust Sculptures
- Ghost Bath
- Heretoir
- Harakiri for the Sky
- Lantlôs
- Les Discrets
- Life
- Oathbreaker
- Svalbard
- Sunvher
- Suldusk
- Sylvaine
- Sadness
- Vaura